# Federico Alessandrini
Federico Alessandrini (Recanati, 5 agosto 1905 – Roma, 2 maggio 1983) è stato un giornalista e saggista italiano.
Il nome di Federico Alessandrini è principalmente legato a L'Osservatore Romano lo storico giornale della Città del Vaticano fondato nel 1861, di cui fu anche vicedirettore per lunghi anni, e alla Sala Stampa Vaticana che diresse dal 1970 al 1976. Fu anzi il primo portavoce ufficiale laico della Santa Sede.

## Biografia
Era nato a Recanati (MC) il 5 agosto 1905, ove ebbe residenza fino al 6 gennaio del 1919, quando la sua famiglia si trasferì a Roma. Ultimati gli studi superiori al Liceo classico Ennio Quirino Visconti, Alessandrini si iscrisse alla facoltà di medicina.  Nell'autunno del 1924 entrò nel circolo romano della Fuci (Federazione Universitaria Cattolica Italiana) del quale era assistente da un anno don Giovanni Battista Montini: il futuro Papa Paolo VI. Nel 1925  Alessandrini, seppure in regola con gli esami, si avvide che la medicina non era la sua strada e si trasferì nella Facoltà di Lettere a lui più congeniale.
Divenuto segretario del circolo fucino Alessandrini, successivamente sostenne incarichi direttivi nella Presidenza nazionale della Federazione. Fu segretario nazionale e condirettore per alcuni anni del periodico “Azione Fucina” dal 1929 al '34; collaborò attivamente anche alla rivista "Studium". Laureatosi a pieni voti nel 1929, sotto la guida di Vittorio Rossi, discutendo una tesi dedicata a "La fortuna di Alessandro Manzoni nella critica", fu assunto all'Ufficio Stampa dell'Azione Cattolica Italiana ma dopo i fatti del maggio '31, lo scontro con il regime fascista  e lo scioglimento dell'Azione Cattolica, il suo ufficio fu trasferito in Vaticano, in alcuni locali sopra la Tipografia Poliglotta il cui direttore Augusto Ciriaci era anche Presidente nazionale dell'Associazione. Qui Alessandrini si dedicò ad un lavoro di rassegna stampa italiana ed estera, prima per seguire la polemica intercorsa tra Stato e Chiesa e quindi, dal 1934 al 1938, fu anche impegnato in un'intensa, singolare e segretissima, attività giornalistica a stretto contatto con i vertici della Segreteria di Stato che nel frattempo avrebbe assunto anche gli oneri amministrativi dell'Ufficio.

### Corrispondente dall'estero
In sostanza l'amplissimo materiale giornalistico disponibile per la rassegna stampa quotidiana, unito anche a notizie di prima mano di fonte diplomatica, fornite naturalmente dai vertici vaticani stessi, consentì ad Alessandrini di confezionare corrispondenze fittizie dalle diverse capitali europee. Testi che, prima di essere inoltrati alla redazione de L'Avvenire d'Italia - il quale, a sua volta, provvedeva a trasmetterli per telefono anche ad altre testate cattoliche italiane (quali L'Italia di Milano o Il Nuovo Cittadino di Genova) venivano passate al vaglio -  e, se del caso, corrette -  della Segreteria di Stato.  Le corrispondenze "da Berlino" erano firmate da Alessandrini con lo pseudonimo di "Renano" (poi "Germanico"). "Da Vienna" e "da Budapest", venivano firmate "Danubiano". Dalla Spagna rivoluzionaria, "Cid". Altri pezzi furono dedicati anche alla Russia sovietica ("Verax", "Viator"). Furono articoli assai notati,  soprattutto in Germania, dove "Renano" fu a lungo ricercato dalla Gestapo, senza esito, ovviamente. Solo nel 1938 le spie fasciste, presenti anche in Vaticano, cominciarono a intuire qualcosa della vera natura del lavoro di Alessandrini che all'esterno figurava quale innocuo "addetto stampa" della Tipografia Poliglotta Vaticana.

### All'Osservatore Romano
Nel 1939 Federico Alessandrini fu inquadrato ne L'Osservatore Romano in qualità di redattore e suo primo incarico fu quello di curare i rapporti tra il giornale e la stampa italiana ed estera. Rimase a L'Osservatore Romano fino al 1972 se si eccettua una parentesi di circa quattro anni – dal 1946 al 1950 - allorché essendo entrato in aspettativa d'intesa con i Superiori della Segreteria di Stato Vaticana, assunse la direzione del giornale dell'Azione Cattolica Il Quotidiano, in certo modo progenitore dell'attuale Avvenire. È da sottolineare come, nei quattro delicatissimi anni in cui il giornalista marchigiano si trovò ad esserne direttore, l'organo stampa dell'Azione Cattolica mantenne una larga indipendenza di giudizio dalla dirigenza democristiana privilegiando il compito formativo e religioso proprio dell'Azione Cattolica rispetto all'impegno politico vero e proprio. Voleva essere questo anche un modo per sollecitare il partito di De Gasperi a un'azione più coerente con l'ispirazione cristiana nel settore sociale, rifuggendo con ciò anche da ogni forma di collateralismo acritico. Tale atteggiamento, non da tutti compreso, oltre a suscitare perplessità e proteste, talvolta,  da parte dello stesso De Gasperi, di cui Alessandrini peraltro era sinceramente amico, fu osteggiato dal Presidente della Gioventù Cattolica Luigi Gedda la cui massima preoccupazione era di segno opposto, tutto proiettato com'era verso l'impegno civico e politico. Allorché alla fine del '49 alcuni mutamenti al vertice dell'Azione Cattolica diedero a Gedda l'autorità di intervenire sulla stampa dell'associazione, Alessandrini fu messo in grado di non poter più dirigere liberamente Il Quotidiano e preferì tornare a L'Osservatore Romano, con le mansioni di "aiuto alla direzione".
Alessandrini, che ebbe sempre la fiducia piena della Segreteria di Stato vaticana, e in particolare di personaggi quali monsignor Giovanni Battista Montini, poi Papa Paolo VI, e monsignor Domenico Tardini in seguito Cardinale e Segretario di Stato di Papa Giovanni XXIII, divenne vicedirettore de L'Osservatore Romano nel 1961. Si occupò precipuamente di materie politiche estere e italiane, di storia del movimento cattolico. Ma in particolare dedicò attenzione alla "Chiesa del Silenzio" e alle persecuzioni dei cristiani nei Paesi comunisti, essendo egli, tra l'altro, profondo conoscitore dei "classici" marxisti-leninisti (sull'argomento scrisse un saggio dal titolo I cattolici e il comunismo, Roma, Ed. Cinque Lune, 1945).

### Direttore della Sala Stampa Vaticana
Nel 1970 fu nominato direttore della Sala Stampa della Santa Sede, prima a titolo provvisorio, poi nel 1972, distaccandosi definitivamente da L'Osservatore Romano, a titolo effettivo. Mantenne la carica fino al 1976 quando lasciò il servizio per raggiunti limiti d'età. Conservò un'assidua collaborazione con l'organo vaticano e soprattutto con il settimanale L'Osservatore della Domenica. Non va dimenticato di lui anche lo studio e l'interesse costante per la storia,  materia questa che egli insegnò per oltre trent'anni, in istituti religiosi.
Alessandrini morì a Roma il 2 maggio 1983 assistito dai suoi sei figli e dalla moglie Giuseppina Celani con la quale aveva compiuto da pochi mesi il cinquantesimo di matrimonio.